# اسپاروهاوک گلوستر
اسپاروهاوک گلوستر (به انگلیسی: Gloster_Sparrowhawk) یک هواگرد ملخ‌پیشین تک‌موتوره از نوع جنگنده ساخت شرکت Gloster Aircraft Company است. هواگرد اسپاروهاوک گلوستر نخستین پروازش را در ۱۹۲۱ میلادی انجام داد. این هواگرد در سال ۱۹۲۱ میلادی رسماً معرفی گردید. در مجموع، تعداد ۹۱ فروند از این هواگرد ساخته شده‌است.
طراح این هواگرد، Henry Folland بود.